# Hamster
Hamster – darmowy serwer grup dyskusyjnych i poczty elektronicznej.
Program napisany w Delphi jest zazwyczaj uruchamiany jako serwer lokalny pracuje pod kontrolą systemów Microsoft Windows, obsługuje między innymi protokoły NNTP, SMTP, POP3, IMAP, SSL/TLS.